# ヨハン・アドルフ・シャイベ

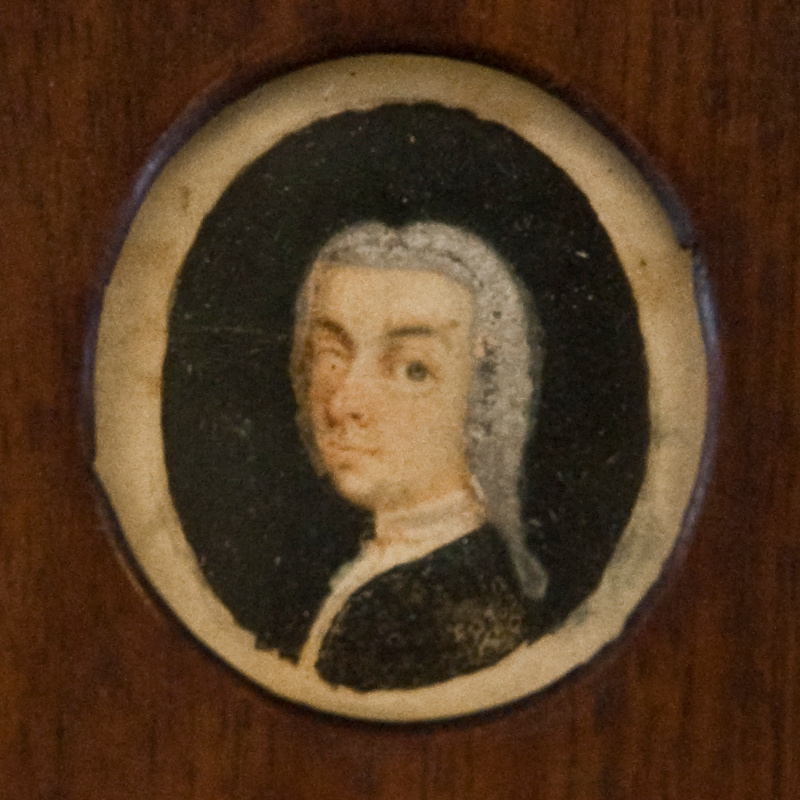
ヨハン・アドルフ・シャイベ

ヨハン・アドルフ・シャイベ（Johann Adolf Scheibe, 1708年5月5日 - 1776年4月22日）は、ドイツの作曲家。

## 生涯
ライプツィヒにオルガン製作者の息子に生まれる。1725年からライプツィヒ大学で法律と哲学を学んでいたが、経済上の理由で断念した。やがてオルガンとチェンバロの教師となり、1729年には聖トーマス教会のオルガニストを目指したが不採用だった。その後も1735年までライプツィヒで音楽教師・作曲家として活動した。
1736年、ハンブルクに移動した。すぐに有力者のヨハン・マッテゾンとゲオルク・フィリップ・テレマンと友人になり、2人の支援を得て1737年から『批判的音楽家』という雑誌を刊行した。
1739年、デンマーク王が支配するシュレースヴィヒ＝ホルシュタイン公領の総督フリードリヒ・エルンスト・フォン・ブランデンブルク＝クルムバッハの宮廷楽長に就任した。
1740年、フリードリヒ・エルンストの姉ソフィア・マグダレナがデンマーク王クリスチャン6世の妃だった関係で、デンマークの宮廷楽長となり、教会音楽、カンタータ、受難曲などを作曲した。さらにデンマーク初の音楽ソサエティーを創設するなど精力的に活動した。
その後、1749年にソンダーボルグに移住するものの、1762年に再びコペンハーゲンに戻り、そこで生涯を終えた。

## 作品
カンタータ、受難曲などの声楽曲のほかに、多くの協奏曲、シンフォニア、ソナタを残している。また、フリーメイソンにも加入しており、フリーメイソンのための賛歌集も作曲している。作風はフランス音楽の影響を受けたギャラント様式である。

## 著書
- 音楽、とくに声楽の起源と時代に関する論文（1754年）
- 音楽作曲について（1773年）

## 批評
音楽評論家として、『批判的音楽家』でヨハン・ゼバスティアン・バッハとゲオルク・フリードリヒ・ヘンデルを鍵盤音楽の偉大な作曲家と評価している。1735年にはバッハの「イタリア協奏曲」に賛辞を送っている。しかし1737年にはバッハの音楽を「人工的で不自然」「混乱した様式」「過度に複雑なポリフォニー」と批判している。これに対して修辞学者ヨハン・アブラハム・ビルンバウム（1702年 - 1748年）が反論し、論争となった。1739年には当時のドイツの優れた作曲家としてフックス、ハッセ、ヘンデル、テレマンについでバッハを第5位にあげている。

## 文献
- Heinrich Welti (1890). "Scheibe, Johann Adolf". Allgemeine Deutsche Biographie (ドイツ語). Vol. 30. Leipzig: Duncker & Humblot. pp. 690–692.
- J.W. Eaton, The German influence in Danish Literature in the XVIII century, Cambridge University Press, 1929.